# إرنست إنجلش
إرنست إنجلش (2 ديسمبر 1874 - 18 أغسطس 1941) (بالإنجليزية: Ernest English)‏ هو لاعب كريكت بريطاني وبريطاني (وحمل سابقاً جنسية المملكة المتحدة لبريطانيا العظمى وأيرلندا).